# Cantó d'Anzin
El cantó d'Anzin és una divisió administrativa francesa, situada al departament del Nord i la regió dels Alts de França.

## Composició
El cantó de Anzin aplega les comunes següents :
- Anzin
- Beuvrages
- Bruay-sur-l'Escaut
- Saint-Saulve

## Història
| Date d'elecció                        | Identitat          | Partit        |
| ------------------------------------- | ------------------ | ------------- |
| 1994 - 2002                           | Cecile Gallez      | Divers droite |
| 2002-                                 | Jacques Marissiaux | PS            |
| Les dades anteriors no són conegudes. |                    |               |
|                                       |                    |               |

## Demografia
| 1962 | 1968   | 1975   | 1982   | 1990   | 1999   | 2006   |
| ---- | ------ | ------ | ------ | ------ | ------ | ------ |
| -    | 43.229 | 44.324 | 45.689 | 44.999 | 44.586 | 43.367 |